# 刘馥英
刘馥英（1912年—2001年），女，浙江奉化人，中国石油炼制专家，曾任华东化工学院教授、博士生导师。